# Тсвана
Тсвана е език банту, говорен от около 4 000 000 души в ЮАР, Ботсвана и други.